# John Grieb
John Grieb (Filadélfia, 13 de novembro de 1879 - data de morte desconhecida) foi um atleta que competiu em provas de ginástica artística e de atletismo pela equipe dos Estados Unidos.
Em 1904, nos Jogos Olímpicos de St. Louis, fez parte da equipe estadunidense Turngemeinde Philadelphia. Junto aos companheiros Julius Lenhart, Anton Heida, Philip Kassel‎, Max Hess e Ernst Reckeweg, conquistou a medalha de ouro por equipes na ginástica, após superar os dois outros times dos Estados Unidos. Individualmente, disputou as provas de campo do atletismo, das quais, ao final do somatório, saiu-se vice-campeão.